# استانوسن
استانوسن (به انگلیسی: Stannocene) یک ترکیب آلی فلزی با فرمول شیمیایی Sn(C
5H
5)
2 است. این ترکیب در دسته متالوسن‌ها قرار دارد و می‌توان آن را از طریق سدیم سیکلوپنتادی‌انید و قلع(II) کلرید تولید کرد. بر خلاف فروسن، دو حلقه سیکلوپنتادی‌انیل در این ترکیب با هم موازی نیستند.